# 強制栽培制度
強制栽培制度（きょうせいさいばいせいど、オランダ語: cultuurstelsel）とは、1830年から20世紀前半にかけてオランダ領東インド（現在のインドネシア）ジャワ島を中心に実施された経済政策である。原語の"cultuurstelsel"はオランダ語で「栽培制度」という意味であるが、日本では「強制栽培制度」という意訳が使われることが多い。公的には「政庁（管掌）栽培」と呼ばれていた。
オランダの植民地で実施されていた従来の強制供出（引渡）制度を拡大・強化した制度であり、一方的に定めた賃金で現地人に輸出農産物の栽培と製品化を課し、収益は政府の歳入に充てられた。栽培制度が与えた影響については多くの議論が交わされている。

## 背景

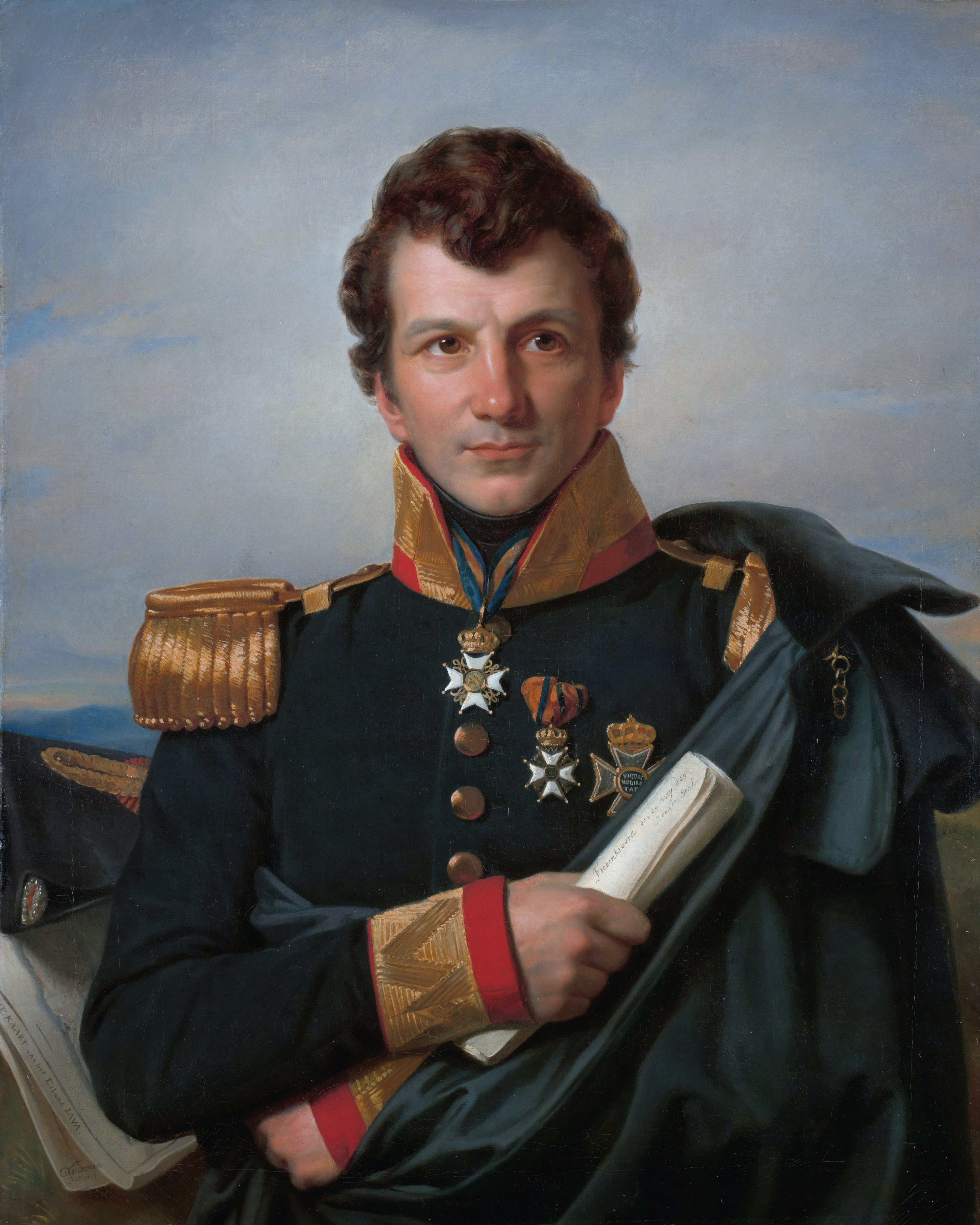
ヨハネス・ファン・デン・ボス

17世紀にモルッカ諸島を征服したオランダ東インド会社は香料貿易を独占し、住民に対して一定価格で香料を買い上げ、同時に香料の生産量を抑制する強制供出制度を実施した。17世紀末にオランダの支配下に入った西部ジャワ島では綿糸、藍、コショウなどの貿易商品の規定量の供出を命じて規定価格で買い付ける制度を導入し、18世紀初頭に同地でコーヒーノキの栽培に成功すると、現地の人間にコーヒーの栽培を奨励した。最初はコーヒーを高価で買い上げるが、生産量が増加すると購入価格を引き下げ、生産量を調整するためにコーヒーノキの伐採と植え付けを命令した。コーヒー貿易によって会社は莫大な利益を得たものの現地人の負担は大きく、作業に従事した現地人に支払われるはずの報酬は会社の社員とジャワの首長の懐に入った。
18世紀末にオランダ東インド会社が解散した後、自由主義思想の影響を受けて強制供出制度の廃止を主張する意見と、オランダ政府の利益を優先して制度の存続を主張する意見が対立する。1811年から1816年にかけてジャワを統治したイギリスのトーマス・ラッフルズは強制供出制度を廃止し、地租制度を実施したが、財政上の必要性から西部ジャワのプリアンガン地方では強制供出制度は廃止されなかった。1816年にオランダがジャワの支配を回復した後、ラッフルズが実施した政策は受け継がれ、東インド総督Gisignies（en）によってヨーロッパ人によるジャワの開発が計画されたが、ジャワ戦争とオランダ本国の財政危機のために計画は中断した。
1820年代のジャワ戦争とパドリ戦争の軍費によって植民地政府の負債が増大し、また、1830年にオランダ本国で起きたベルギー独立革命が起こり、オランダ政府は財政の再建に直面していた。ヨハネス・ファン・デン・ボスは、従来の地税の徴収に代わる政策として、過去の強制供出制度を強化・拡大した栽培制度をオランダ国王に提案した。植民地政府が継続的に権力を行使できる地域は大都市と周辺部に限られ、ファン・デン・ボスは反抗する人間に厳しい制裁を加える一方で
現地の貴族を優遇し、支配が行き届かない地域を統治するために彼らの力を利用した。

## 実施
東インド総督に任命されたファン・デン・ボスは、1830年8月にジャワ全土にサトウキビ栽培に適した地域に栽培制度を施行した。栽培制度は主にジャワ島で実施されたが、土着の王侯領は対象から除かれた。サトウキビのほかにコーヒー、藍が栽培制度の対象となり、ほかにコショウ、チョウジ、ニクズク、ニッケイ、コチニール、茶、タバコも作られた。1840年までにコーヒーの栽培制度がジャワの18の州全て、サトウキビ栽培が13の州、藍が11の州に導入された。ジャワ島以外の地域ではスマトラ島のミナンカバウ高地、タパヌリ南部、ブンクル、スラウェシ島のミナハサ半島で実施され、これらの地域では主にコーヒーが栽培された。
1840年から1850年にかけては栽培制度が盛んな時期であり、ジャワの全農民の半数前後が商品作物の栽培に従事し、耕地の4-6%が使用された。栽培から商品の引き渡しまでの工程は植民地政府と契約を結んだヨーロッパの私企業が担っていた。輸出される作物の倉庫への搬入までの労務が現地の住民に課せられ、サトウキビ、アイなどの加工品として出荷される作物は政府直営工場や政府と契約した民間の工場で加工された。栽培制度の施行にあたって、ファン・デン・ボスは以下の原則を打ち出した。
1. 住民の耕地の一部をヨーロッパ向けの作物の栽培に提供させる際に契約を締結しなければならない
2. 提供される耕地は村落の総耕地面積の5分の1でなければならない
3. 輸出作物の栽培に稲作栽培に要する以上の労働を要求してはならない
4. 提供された土地の地租を免除すること
5. 生産物は政府に引き渡さなければならない。評価額が地税を超える場合は差額を住民に支払うこと
6. 凶作の場合は、住民の怠慢が原因でない限り、政府が損失を負担しなければならない
7. 住民は現地の首長の指導下で労働に従事しなければならない。ヨーロッパ人官吏は作業が適切に行われているかを監視するにとどめること
8. 労働の種類は作物の栽培、収穫、運搬に分類され、工場労働は十分な数の自由労働者が得られない場合に認められる
9. なお困難がある場合、作物が成熟したときに住民は地税を免除され、責任を負わない。収穫、仕上げは特別の同意を持って行われる

しかし、これらの原則は忠実に履行されなかった。作物の種類と量、土地の選定、労働者の動員などの命令はヨーロッパ人の官吏から現地のブパティ（領主）、さらにその下の村長に伝えられた。官吏、首長、村長は地位と成果に応じた報酬を得られたが、逆にノルマを達成できなかった場合は処罰を受けた。このため耕地の半分以上が商品作物の栽培に使用され、食糧が不足することもままあった。
商品作物の栽培に従事する農民は一般に地税よりも多くの収入を得られ、商品の運搬、道路や橋の建設といった賃金労働に従事する機会が増えた。しかし、作物の買い取り価格は市場価格ではなく植民地政府が決定した低い評価額であり、道路や橋の建設は労役という形で課せられることがしばしばあった。また、サトウキビは栽培だけでなく工場に運搬する義務も課せられ、原則に反して工場労働が強制されていた。住民の非によらない栽培の失敗は政府が責任を負う原則も機能せず、実際は住民が損失を補填していた。
どの村のどの耕地を栽培に利用するかは官吏と企業によって決められ、住民の意思は無視された。高地が多く人口密度が低いプリアンガンに高地栽培に適していない藍が導入された際、住民は頻繁に遠隔地に召集され、重い負担を強いられた。藍の栽培期間中は耕地に留まることを強制されたため、婚姻や出産は屋外で行わなければならず、西ジャワのスンダ人の間で「めとるも産むも死ぬもみんな藍畑の上」という言葉が流行した。高地栽培に適しているコーヒーが水田地帯に植えられた例もあり、凶作が起きた後、住民たちがコーヒーノキを引き抜いて再び水田を耕さなければならなかった。
栽培にあたって灌漑が必要とされるサトウキビのために水田地帯が農作地に転用され、コメの生産量が不足する事態が起きると、1843年に植民地政府はコメを栽培制度の対象に組み入れようとした。コメの強制栽培制度は西部ジャワのチルボンで試みられたが凶作となり、1844年に飢饉が発生する。1848年から1850年にかけて中部ジャワのスマランでタバコの強制栽培制度が導入されたが、チルボンと同様に凶作と重なって飢饉が起きた。
栽培制度がもたらした飢饉によって多数の餓死者と離村者が出、オランダ本国で制度の是非に関する議論が活発化する。

## 制度への批判、廃止

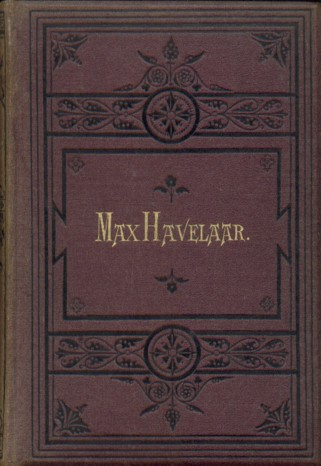
『マックス・ハーフェラール』

栽培制度がジャワに与えた負の効果は、オランダ本国には全く知らされていなかった。1848年から1850年にかけてスマランで発生した飢饉は『ドゥ＝インディエル（東インド人）』紙によってオランダ本国で報道されたが、ジャワの農民自身が窮状を告発する手段はなく、植民地の実情を知る資料はほとんど存在しなかった。1849年に『オランダ領東インド時報』の編集の中心となった議員のファン・ホエフェルは栽培制度の実態を明らかにし、制度の廃止を訴えた。他方、ファン・デ・プッテは、ジャワ住民の窮乏の元凶は栽培制度ではなく現地の支配者層が課す労役にあると考え、間接統治ではなく企業の力を利用した農民の直接統治を主張した。そして、1860年にエドゥアルト・ダウエス・デッケルが刊行した小説『マックス・ハーフェラール』によってジャワの窮状が告発され、オランダ世論に強い衝撃を与えた。
1863年に植民地相に就任したプッテは、栽培制度の修正に着手した。1860年代から利益を上げていない作物の栽培が順次廃止され、1862年にコショウ、1865年に藍、茶、ニッケイ、1866年にタバコが栽培制度の対象から外された。1870年に制定された砂糖法によって、1879年から1891年の間に栽培制度が廃止されることが定められたが、コーヒーの栽培制度は1916年まで続けられた。また、1870年には現地住民の土地所有権を正式に認める農地法が成立し、強制栽培制度の終了と自由主義政策への転向がなされたと考えられている。しかし、ジャワの住民が「自由主義」の恩恵を受けていたとは言い難く、栽培制度の廃止後、オランダの植民地支配は住民の「自由意思」に基づいた企業との土地の賃貸借、「自由契約」による労働力の提供に形を変えた。

## 制度の影響
オランダ政府は栽培制度の施行によって莫大な利益を得、1831年から1877年の間に挙げた純益は8億2,300万ギルダーにのぼった。1851年から1860年にかけて商品作物で得た利益は国家収入の32%に達し、オランダ本国が抱えていた解消を完済しただけでなく、鉄道建設や公共事業に充当する余剰金も生まれた。契約工場やオランダ貿易会社も利益にあずかり、オランダ本国では造船業や海運などの関連産業も発展し、インフラ整備と産業革命が進展した。しかし、栽培制度によって得られた利益の大部分はコーヒーと砂糖によるもので、他の作物は薄利、あるいは損失をもたらした。
金銭での報酬をともなう労働は農民に貨幣経済をより浸透させ、ジャワ社会に本格的な貨幣経済の始まりが訪れた。首長、村長と植民地政府の関係が強化される一方、住民に対してより強い権力が行使されるようになった。村落は作物栽培の最小基本単位となり、従来は小規模かつ、境界が判然としなかった小規模の村落は統合された。強制栽培、地税、労役は水田に所有者に課され、個人所有の水田を村落の共同所有地に転換することで土地を持たない農民に負担を分散させる策が講じられた。オランダ側も水田の共同所有を推奨し、施行の初期には土地の所有者に権利を証明する書類などを提出させ、それを焼却して強制的に共同所有地とする事件もあった。
強制栽培制度によってジャワ島の開発は進み、アジアの他の地域よりも早く人口が増加した。1830年ごろはおよそ700万人だったジャワ全体の人口は、1850年代には940万人、1870年には1620万人に増加し、多くの地域で栽培制度が廃止された1890年には2,360万人に達していた。しかし、人口の増加は農村地帯の農民に限られ、農業に投入される労働量と一人あたりの農業生産は増加したものの、平均土地所有面積は減少し、土地を持たない住民が増加した。増加した人口は栽培制度を支える原動力となったが、村落の限られた土地での生産活動のみで生計を立てることが次第に難しくなり、強制栽培や労役から逃れるために離村した者、彼らが放棄した土地を得る者が現れた。人口密度が比較的高い地域では首長の搾取や住民の疲弊、食料の不足が報告されたが、人口がそれほど多くないプリアンガン、ジャワ東端部では移民を受け入れる余裕があり、経済的な成長が見られた。
強制栽培制度の実施期にはブパティや村落の長には従来よりも強い権限が認められており、植民地政府に決められた量の商品を提供する限り、現地の住民への権限の行使に干渉されなかった。ジャワ土着の指導者の権力は植民地政府によって保障され、栽培制度の施行時期に一定の利益を得ることができた。オランダの官僚とともに目標の達成に応じた賞罰を受けていたブパティらは植民地政府により依存するようになったが、村落の外で生計を立てる術を得た農民との関係は弱まっていく。現地人の支配者による私的な農民の労役への駆り出し、禁止された米取引による蓄財、不法な所有地の拡大が問題となり、植民地政府は彼らの権力の制限に取り掛かった。支配者層と同様に栽培歩合を与えられた村長の権力の濫用も見られ、現地人の支配者に都合のいい人物が村長に選出されることも多く、植民地政府は村長の選出の過程や彼らの行動の監視もしなければならなかった。栽培制度の縮小とともに間接統治政策は見直され、土着の首長、村長の権威は大きく低下した。
強制栽培制度の実施当時は宗主国に利益をもたらす植民地主義の実例とされたが、時代が経過すると「富の流出」や農民の富が蓄積されずに人口が増加する「農業のインヴォリューション」などの理論の事例に数えられるようになった。1815年から1840年の間に一人あたりの所得と消費は3分の1以上減少し、大部分の作物が強制栽培の対象外となった1880年でも、所得と消費は1815年の水準に回復していなかった。ジャワの開発によって得られた富は島の外に流出し、インフラ整備などの開発への投資が極端に制限されたため、増加した人口は農村共同体に蓄積されていった。制度の実施を通してジャワ土着の住民の活動は農業に限定され、ヨーロッパ人と華人、ジャワ人に分かれた社会の二極化が進んでいった。